# Ель (бог)

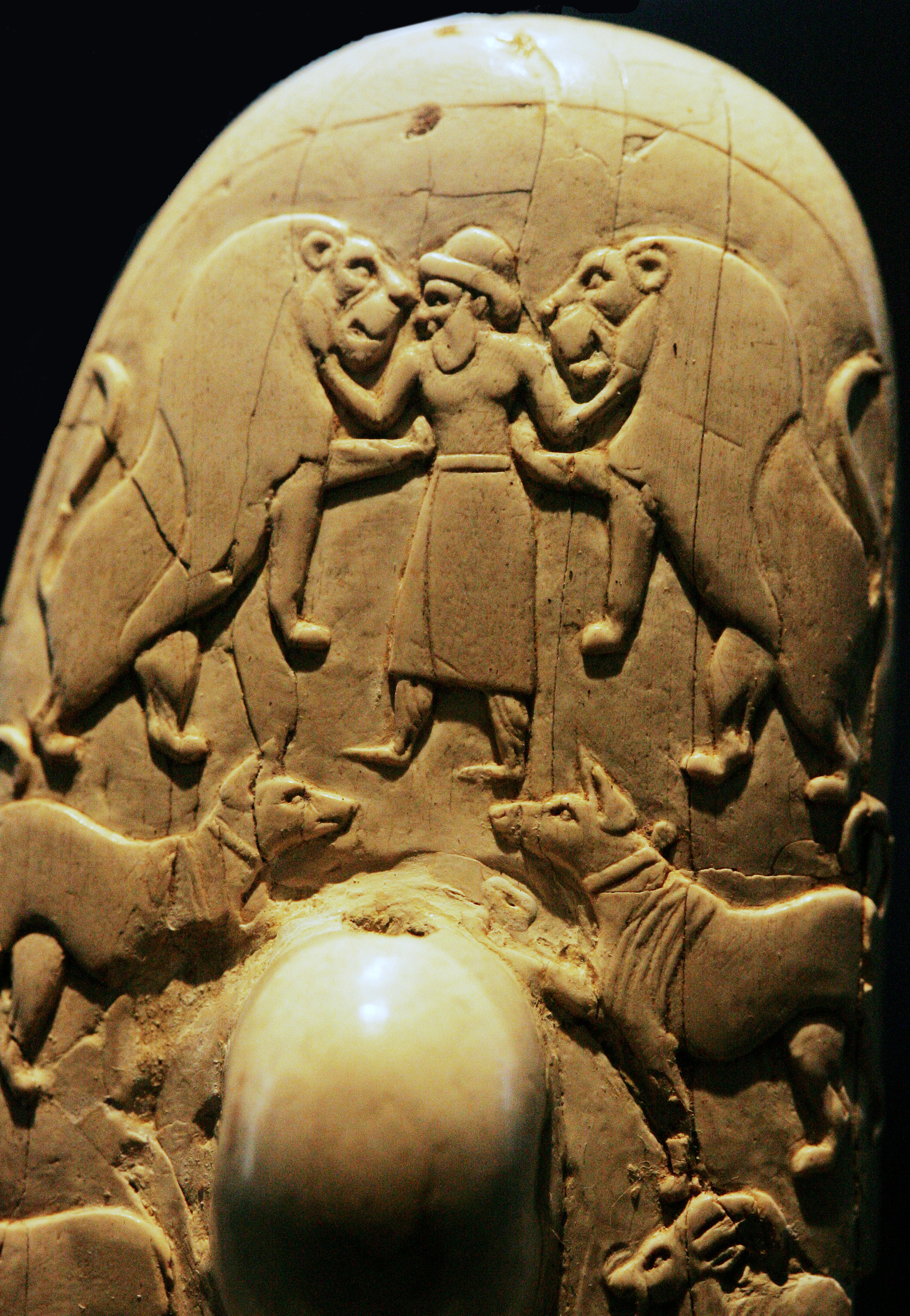
Ніж з Джебель Ель-Арака, що зображує Еля, який б'ється з левами.

Ель чи Ало́х, правильніше: І́ллу (фінік.  *предок) — верховний бог у західносемітській міфології, творець всесвіту. Вважався старшим братом бога Дагона, хоча іноді ототожнювався з ним. Його дружинами були богині Ашера і Рахмай.
За легендами, після створення світу Ель майже не втручався безпосередньо в життя людей та богів, але уважно спостерігав за ними з неба, стежачи за дотриманням справедливості. Він попереджав про наслідки вчинків, з'являючись уві сні або надсилаючи посланців-янголів.
Еля зазвичай зображували як літнього чоловіка з довгою бородою, що сидів на троні та приймав жертвопринесення. Деякі вчені вважають його прообразом єдиного Бога в монотеїстичних релігіях — юдаїзмі, християнстві та ісламі, оскільки імена «Елоах» (Старий Заповіт) та «Аллах» (Коран) є граматичними формами імені Ель.

## Етимологія
- Протосемітська: *ʔil-, «бог».

- Угаритська: 𐎛𐎍 ʾīlu.
- Фінікійська: 𐤀𐤋 ʾīl.
- Гебрейська: אֵל ʾēl.
- Сирійська: ܐܺܝܠ ʾīyl.
- Арабська: إل ʾīl /  إله ʾilāh.
- Аккадська:  𒀭 illu.
- Хетська: 𒂖𒆪𒉌𒅕𒊭 Elkunīrša.